# Colonia Cuauhtémoc, Morelos
Colonia Cuauhtémoc är en ort i Mexiko.   Den ligger i kommunen Coatlán del Río och delstaten Morelos, i den sydöstra delen av landet, 80 km söder om huvudstaden Mexico City. Colonia Cuauhtémoc ligger 1 065 meter över havet och antalet invånare är 501.
Terrängen runt Colonia Cuauhtémoc är huvudsakligen kuperad, men söderut är den platt. Runt Colonia Cuauhtémoc är det ganska tätbefolkat, med 116 invånare per kvadratkilometer. Närmaste större samhälle är La Joya, 9,8 km söder om Colonia Cuauhtémoc. I omgivningarna runt Colonia Cuauhtémoc växer huvudsakligen savannskog.